# Поповача Пазаришка
Поповача Пазаришка је насељено мјесто у Лици. Припада граду Госпићу, у Личко-сењској жупанији, Република Хрватска.

## Географија
Поповача Пазаришка је удаљена око 24 км сјеверозападно од Госпића.

## Становништво
Према попису из 1991. године, насеље Поповача Пазаришка је имало 175 становника. Према попису становништва из 2001. године, Поповача Пазаришка је имала 102 становника. Према попису становништва из 2011. године, насеље Поповача Пазаришка је имало 93 становника.
| Демографија | Демографија | Демографија |
| Година      | Становника  | Становника  |
| ----------- | ----------- | ----------- |
| 1961.       | 321         |             |
| 1971.       | 294         |             |
| 1981.       | 209         |             |
| 1991.       | 175         |             |
| 2001.       | 102         |             |
| 2011.       |             | 93          |